# 深澤秀夫
深澤 秀夫（ふかざわ ひでお、1954年9月 - 2023年10月4日）は、日本の文化人類学者。専門はマダガスカル社会人類学。東京外国語大学名誉教授。
東京外国語大学アジア・アフリカ言語文化研究所（通称、AA研）において、フィールドワークをする研究者の情報集約サイト「フィールドネット」の運営を主催。一橋大学大学院社会学研究科での指導教官は長島信弘。

## 略歴
- 1973年3月 - 私立武蔵高校卒業
- 1977年3月 - 国際基督教大学教養学部卒業
- 1981年3月 - 一橋大学大学院社会学研究科修士課程修了
- 1986年3月 - 一橋大学大学院社会学研究科博士課程単位取得退学
- 1986年4月 - 日本学術振興会特別研究員
- 1988年4月 - 跡見学園短期大学講師
- 1991年4月 - 同助教授
- 1993年4月 - 東京外国語大学アジア・アフリカ言語文化研究所助教授
- 2006年4月 - 同教授
- 2020年3月 - 東京外国語大学を定年退職

## 著書

### 共著
- 「言葉への旅 ― ジャン・ポーランのマダガスカル」『文化解体の想像力 ― シュルレアリスムと人類学的思考の近代－』（鈴木雅雄・真島一郎編、人文書院、2000年）所収。
- 「マダガスカル 未完の「国語」」『アフリカのことばと社会 ― 多言語状況を生きるということ』（梶茂樹、砂野幸稔共編著、三元社、2009年）所収。
- 「ラベアリヴェル校正係の夢」『二〇世紀〈アフリカ〉の個体形成 ― 南北アメリカ・カリブ・アフリカからの問い』（真島一郎編、平凡社、2011年）所収。
- 「植民地という日常から／日常への旅 ― オクタヴ・マノーニ（フランス語版）のマダガスカル」 『人と表象』（高知尾仁編、悠書館、2011年）所収。
- 「ラルフ・リントンのマダガスカル調査とマダガスカル文化領域論の系譜」『マダガスカル地域文化の動態』（飯田卓編、国立民族学博物館、2012年）所収。

### 編書
- 『マダガスカル語読本』（東京外国語大学アジア・アフリカ言語文化研究所、2003年）

### 共編書
- 『マダガスカル語語彙集』（森山工、豊田ライヴとの共編、東京外国語大学アジア・アフリカ言語文化研究所、2004年）
- 『マダガスカルを知るための62章』飯田卓、森山工との共編著、明石書店（エリア・スタディーズ 118）2013年。

### 共監修
- 『Misaotra! マダガスカル』（佐藤純子著、森山工、豊田ライヴとの共監修、新風舎、2004年）

### 科研費
- 『地方独立制移行期マダガスカルにおける資源をめぐる戦略と不平等の比較研究』（東京外国語大学、2006年）

## 論文
- CiNii>深澤秀夫